# زبان واضح
زبان واضح (به انگلیسی: plain language) به نوشته‌های ساده‌ای گفته می‌شود که تضمین می‌کند خواننده در کوتاه‌ترین زمان ممکن می‌تواند موفق به فهمیدن محتوای آن شود. زبان واضح تلاش می‌کند به‌آسانی خوانده، فهمیده و استفاده شود. سطح خوانایی نوشته‌ها در زبان واضح باید بسیار بالا باشد. به این منظور، در زبان واضح، از واژگان دشوار، ساختارهای پیچیده و زبان فنی اجتناب می‌شود. در بسیاری از کشورها قوانینی برای الزام استفاده از زبان واضح در حوزهٔ خدمات عمومی وجود دارد.

## تعریف
تعاریف متعددی از زبان واضح وجود دارد. برخی از این تعاریف عبارتند از:
- بهره‌گیری اصطلاحی و دستوری از زبان، به نحوی که مفاهیم به بهترین شکل به مخاطب منتقل شوند (برایان گارنر Bryan Garner)؛
- بیان ساده و مستقیم و تنها با استفاده از واژه‌های ضروری، و بدون ابهام. البته نه زبان ضعیف یا کودکانه (رابرت ایگلسن Robert Eagleson)؛ و
- سبک ادبیِ آسان‌خوان و مبتنی بر سطح مهارت خواندن مخاطبان (ویلیام دوبِی William DuBay).

## اهمیت و ضرورت
پژوهش‌های مختلف نشان می‌دهد سطح آمادگی خواندن مردم با زبان رایجی که از سوی نویسندگان و پدیدآورندگان استفاده می‌شود، متناسب نیست.
این مشکل، کارکردِ خواندن را مختل می‌کند و یکی از موانع جدی سواد کارکردی تلقی می‌شود. جنبش زبان واضح برای مقابله با این «کژکارکرد» شکل گرفته‌است.